# 大眼小鯷
大眼小鯷（学名：Anchoa lamprotaenia）為輻鰭魚綱鲱形目鳀科的其中一種，分布於中西大西洋區，包括加勒比海及墨西哥灣海域，棲息深度可達50公尺，本魚體延長，吻長度約3/4眼徑，上頷骨突出，臀鰭起於背鰭基部中點，背部灰色，頭部具彩虹光彩，背鰭軟條14-15枚，臀鰭軟條19-26條，體長可達12公分，喜群游，棲息在沿海，以浮游生物為食，通常做為餌魚。

## 擴展閱讀
維基物種上的相關：大眼小鯷